# アン・サリヴァン
アン・サリブァンことジョアンナ（アン）・マンズフィールド・サリヴァン・メイシー（Anne Sullivan、またはAnnie Sullivan Macy、Johanna Mansfield Sullivan Macy、1866年4月14日 - 1936年10月20日）は、ヘレン・ケラーの家庭教師（ガヴァネス）。通称「アニー」。日本では「サリバン先生」の名で知られている。ヘレン・ケラーは彼女のおかげで、目、耳の二重の身体障害を克服した(声の障害は無かった)。ヘレン・ケラーの生涯を綴る戯曲は『奇跡の人』と訳されており、「奇跡の人」とはヘレンのことと日本では誤解されがちである。原題は「The Miracle Worker」であり、これは実際にはアンのことを指した言葉である。

## 生涯
- 1866年4月14日 - マサチューセッツ州フィーディング・ヒルで、アイルランド系移民の農民トマス・サリヴァンとアリス・クロージーの娘として生まれた。3歳の時、目の病気トラコーマとなる。9歳のとき母親が亡くなり、結核によって身体が不自由になった弟のジミーとチュークスバリー救貧院へ移り住んだ。弟はすぐに亡くなり、アン自身も目の病気の悪化によって視力を失う。その時に病室にて弟の死と自分が盲目ということで鬱状態となり、一切の食事を拒んだが、その病院の看護婦に毎日キリスト教の教えを説かれ、徐々に心を開いていったとされる。チャリティー州委員会議長（フランク・サンボーン）に学校に行きたいと訴えた。
- 1880年10月 - 14歳のときに、マサチューセッツ州ウォータータウンにあるパーキンス盲学校に入り、訓練と数度の手術の結果、視力を回復する。ただし光に弱く、常にサングラスをかけていた。1886年には、アンは卒業生総代としてスピーチを行った。また、在学中には視覚、聴覚障害を克服したローラ・ブリッジマンと出会い、友人になっている。この出会いと自身の盲目の経験が、後のヘレン・ケラーの教育に生かされたことは想像に難くない。聴覚障害児の教育を研究していたアレクサンダー・グラハム・ベル（電話の発明者として知られる）が、パーキンス盲学校を紹介し、アンがケラー家の家庭教師をすることになった。
- 1887年3月3日 - ヘレン・ケラーの家庭教師として教えはじめた。その後パーキンス盲学校、ケンブリッジの女子学生対象の大学への進学を援助し、1900年、遂にヘレンはラドクリフ大学（ハーバード大学の女子学部）へ入学することができた。
- またヘレンの旅行に際してや、様々な講演旅行へ同伴することにより、彼女を支援し続けた。
- 1905年5月2日 - 11歳年下のジョン・アルバート・メイシー（ハーバード大学講師で、ヘレンの自叙伝のエディター）と結婚（1914年頃には別居状態となるものの、32年のメイシーの死まで正式な離婚はしなかった）。
- 1936年10月20日 - 冠動脈血栓症によりニューヨークのフォレストヒルズ（英語版）で死去。70歳。遺体はのちに火葬され、ワシントンD.C.の国立大聖堂の記念碑に埋葬された[1]。

## 著書

### 和書
- エ・エム・サリヴァン 著、堤芳江 訳『ヘレン・ケラーが語るまで 聾唖教育者の手記』教文館出版部、1934年3月。全国書誌番号:47032344。
- アン・サリバン 著、槙恭子 訳『ヘレン・ケラーはどう教育されたか サリバン先生の記録』明治図書出版、1973年4月。 NCID BN01127669。全国書誌番号:71012908。
  - アン・サリバン 著、槙恭子 訳『ヘレン・ケラーはどう教育されたか サリバン先生の記録』（改版）明治図書出版、1995年7月。ISBN 9784181188092。 NCID BN12703648。全国書誌番号:96045258。
- サリバン 著、万成滋 訳、ジョン・A.メーシイ 編『愛とまごころの指 サリバン女史の手紙』社会思想社〈現代教養文庫 797〉、1973年10月。 NCID BN02517567。全国書誌番号:71014542。

## アン・サリヴァン聾学校
ブラジル連邦共和国・リオデジャネイロ州・ニテロイ市には、アン・サリヴァンと名づけられた聾学校がある。学校の命名は彼女の功績をたたえたものである。